# Indian Super League 2020-2021
Navigation
Édition précédente Édition suivante
L'Indian Super League 2020-2021 est la 7e saison de l'Indian Super League, le championnat professionnel de football d'Inde. Comme la saison précédente, elle est composée de dix équipes.

## Déroulement de la saison
L'Atlético de Kolkata fusionne avec Mohun Bagan, club de l'I-League, et se renomme ATK Mohun Bagan Football Club
Le Sporting Club East Bengal rejoint la Super League, portant le nombre de participants à 11.
En raison de la pandémie de Covid-19, tous les matchs se jouent à Goa dans trois stades, le Fatorda Stadium, le GMC Athletic Stadium et le Tilak Maidan Stadium.

## Participants
| \| ATK East Bengal Bengaluru FC Chennaiyin FC FC Goa Jamshedpur FC Kerala Blasters FC Mumbai City FC NorthEast United FC Hyderabad FC Odisha FC \| Localisation des clubs de l'Indian Super League 2020-2021 |
| ATK East Bengal Bengaluru FC Chennaiyin FC FC Goa Jamshedpur FC Kerala Blasters FC Mumbai City FC NorthEast United FC Hyderabad FC Odisha FC                                                                 |

## Saison régulière
| \| Rang \| Équipe \| Pts \| J \| G \| N \| P \| Bp \| Bc \| Diff \| \| ---- \| ------------------- \| --- \| -- \| -- \| -- \| -- \| -- \| -- \| ---- \| \| 1 \| Mumbai City FC \| 40 \| 20 \| 12 \| 4 \| 4 \| 37 \| 18 \| +19 \| \| 2 \| ATK Mohun Bagan \| 40 \| 20 \| 12 \| 4 \| 4 \| 28 \| 15 \| +13 \| \| 3 \| NorthEast United FC \| 33 \| 20 \| 8 \| 9 \| 3 \| 31 \| 25 \| +6 \| \| 3 \| FC Goa \| 30 \| 20 \| 7 \| 10 \| 3 \| 31 \| 23 \| +8 \| \| 5 \| Hyderabad FC \| 29 \| 20 \| 6 \| 11 \| 3 \| 27 \| 19 \| +8 \| \| 6 \| Jamshedpur FC \| 27 \| 20 \| 7 \| 6 \| 7 \| 21 \| 22 \| -1 \| \| 7 \| Bengaluru FC \| 22 \| 20 \| 5 \| 7 \| 8 \| 26 \| 28 \| -2 \| \| 8 \| Chennaiyin FC \| 20 \| 20 \| 3 \| 11 \| 6 \| 17 \| 23 \| -6 \| \| 9 \| SC East Bengal \| 17 \| 20 \| 3 \| 8 \| 9 \| 22 \| 33 \| -11 \| \| 10 \| Kerala Blasters FC \| 17 \| 20 \| 3 \| 8 \| 9 \| 23 \| 36 \| -13 \| \| 11 \| Odisha FC \| 12 \| 20 \| 2 \| 6 \| 12 \| 25 \| 44 \| -19 \| | - Franchise qualifiée pour les séries éliminatoires |     |    |    |    |    |    |    |      |
| Rang | Équipe                                              | Pts | J  | G  | N  | P  | Bp | Bc | Diff |
| 1 | Mumbai City FC                                      | 40  | 20 | 12 | 4  | 4  | 37 | 18 | +19  |
| 2 | ATK Mohun Bagan                                     | 40  | 20 | 12 | 4  | 4  | 28 | 15 | +13  |
| 3 | NorthEast United FC                                 | 33  | 20 | 8  | 9  | 3  | 31 | 25 | +6   |
| 3 | FC Goa                                              | 30  | 20 | 7  | 10 | 3  | 31 | 23 | +8   |
| 5 | Hyderabad FC                                        | 29  | 20 | 6  | 11 | 3  | 27 | 19 | +8   |
| 6 | Jamshedpur FC                                       | 27  | 20 | 7  | 6  | 7  | 21 | 22 | -1   |
| 7 | Bengaluru FC                                        | 22  | 20 | 5  | 7  | 8  | 26 | 28 | -2   |
| 8 | Chennaiyin FC                                       | 20  | 20 | 3  | 11 | 6  | 17 | 23 | -6   |
| 9 | SC East Bengal                                      | 17  | 20 | 3  | 8  | 9  | 22 | 33 | -11  |
| 10 | Kerala Blasters FC                                  | 17  | 20 | 3  | 8  | 9  | 23 | 36 | -13  |
| 11 | Odisha FC                                           | 12  | 20 | 2  | 6  | 12 | 25 | 44 | -19  |

- Le premier est qualifié pour la Ligue des champions de l'AFC 2022.
- Si le premier gagne également la finale du championnat, le deuxième se qualifie pour le tour de qualification de la Coupe de l'AFC 2022.

## Séries éliminatoires

### Règlement
Les demi-finales se déroulent par match aller-retour, avec le match retour chez l'équipe la mieux classée. La règle du but à l'extérieur est introduite. Ainsi, en cas d'égalité de buts à l'issue des deux matchs, l'équipe qui aura inscrit le plus de buts à l'extérieur se qualifie. Sinon, une prolongation de deux périodes de 15 minutes a alors lieu pour départager les équipes. Quel que soit le nombre de buts inscrits en prolongation, si les deux équipes restent à égalité, une séance de tirs au but a lieu.
La finale se déroule en un seul match, avec prolongations et tirs au but pour départager si nécessaire les équipes.

### Tableau
|  | Demi-finales         | Demi-finales         | Demi-finales         | Demi-finales         |                |                | Finale       | Finale       | Finale       | Finale       |
|  |                      |                      |                      |                      |                |                |              |              |              |              |
|  | 5 mars - 8 mars 2021 | 5 mars - 8 mars 2021 | 5 mars - 8 mars 2021 | 5 mars - 8 mars 2021 |                |                | 13 mars 2021 | 13 mars 2021 | 13 mars 2021 | 13 mars 2021 |
|  | Mumbai City FC       | Mumbai City FC       | 2                    | 0 (6)                |                |                | 13 mars 2021 | 13 mars 2021 | 13 mars 2021 | 13 mars 2021 |
|  | Mumbai City FC       | Mumbai City FC       | 2                    | 0 (6)                |                |                | 13 mars 2021 | 13 mars 2021 | 13 mars 2021 | 13 mars 2021 |
|  | FC Goa               | FC Goa               | 2                    | 0 (5)                |                |                | 13 mars 2021 | 13 mars 2021 | 13 mars 2021 | 13 mars 2021 |
|  | FC Goa               | FC Goa               | 2                    | 0 (5)                | Mumbai City FC | Mumbai City FC | 2            | 2            |              |              |
|  | 6 mars - 9 mars 2021 |                      |                      |                      | Mumbai City FC | Mumbai City FC | 2            | 2            |              |              |
|  |                      |                      | ATK Mohun Bagan      | ATK Mohun Bagan      | 1              | 1              |              |              |              |              |
|  | ATK Mohun Bagan      | ATK Mohun Bagan      | ATK Mohun Bagan      | ATK Mohun Bagan      | 1              | 1              | 1            | 2            |              |              |
|  | ATK Mohun Bagan      | ATK Mohun Bagan      |                      |                      |                |                |              | 2            |              |              |
|  | NorthEast United FC  | NorthEast United FC  | 1                    | 1                    |                |                |              |              |              |              |
|  | NorthEast United FC  | NorthEast United FC  | 1                    | 1                    |                |                |              |              |              |              |